# Antarctische stormvogel
De Antarctische stormvogel (Thalassoica antarctica) is een vogel uit de familie van de stormvogels en pijlstormvogels (Procellariidae). Het is een zeevogel van het zuidpoolgebied die broedt op sneeuwvrije rotsen van het vasteland van Antarctica.

## Kenmerken
De vogel is 40 tot 46 cm lang, heeft een spanwijdte van 1 tot 1,1 m en weegt 510 tot 765 g. De vogel is onmiskenbaar, van boven met een chocoladebruine rug, nek en kopkap, wit op het achterste deel van de vleugels en een witte staart met donkere eindband. Kort na de rui lijkt de vogel donkerder, bijna zwart. Van onder is de vogel wit, alleen de smalle voorrand van de ondervleugel is donker. Het oog is donker, de snavel is dofbruin en de poten zijn grijzig.

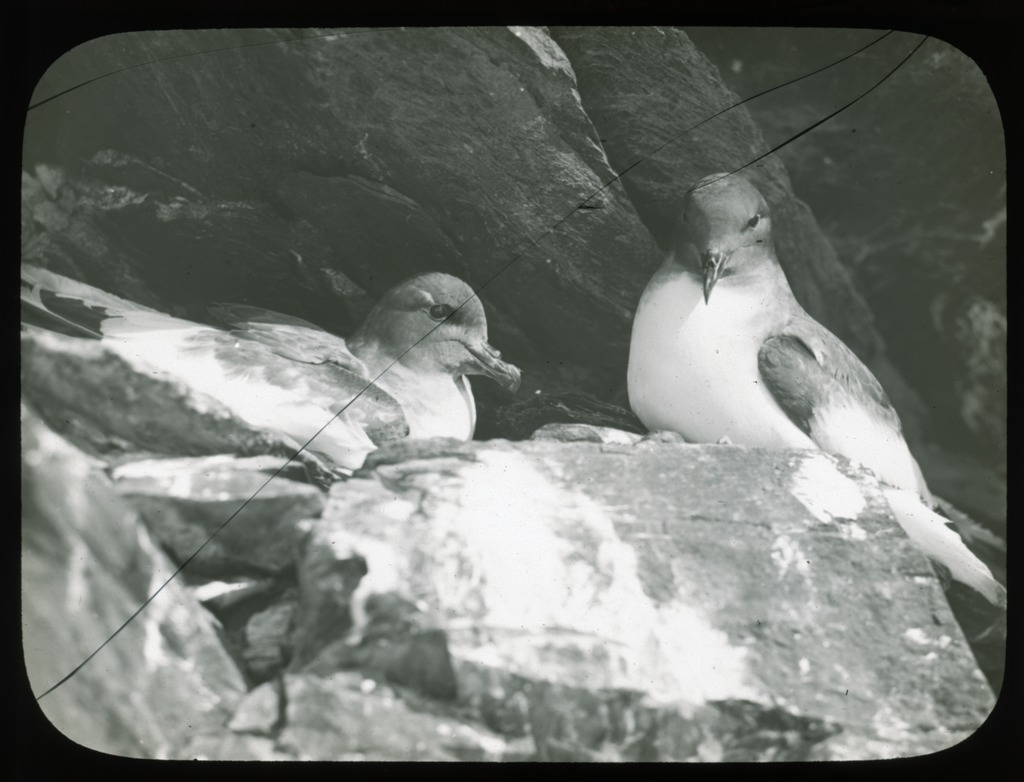
Nestelende Antarctische stormvogels. Foto uit 1913.

## Verspreiding en leefgebied
Deze zeevogel komt langs de gehele kust van het continent Antarctica voor. Ze nestelen op sneeuwvrije rotsen van zowel het vasteland als kleine dichtbij gelegen rotseilanden. Er zijn ook nestelende vogels tot 250 km landinwaarts aangetroffen. De vogels foerageren voornamelijk op Antarctisch krill (Euphausia superba), maar ook wel op vis en pijlinktvis.

## Status
De populatiegrootte wordt geschat tussen de 10 en 20 miljoen individuen en volgens publicaties uit 2004 is er reden om aan te nemen dat de aantallen stabiel blijven. Daarom staat deze zeevogelsoort als niet bedreigd op de Rode Lijst van de IUCN.

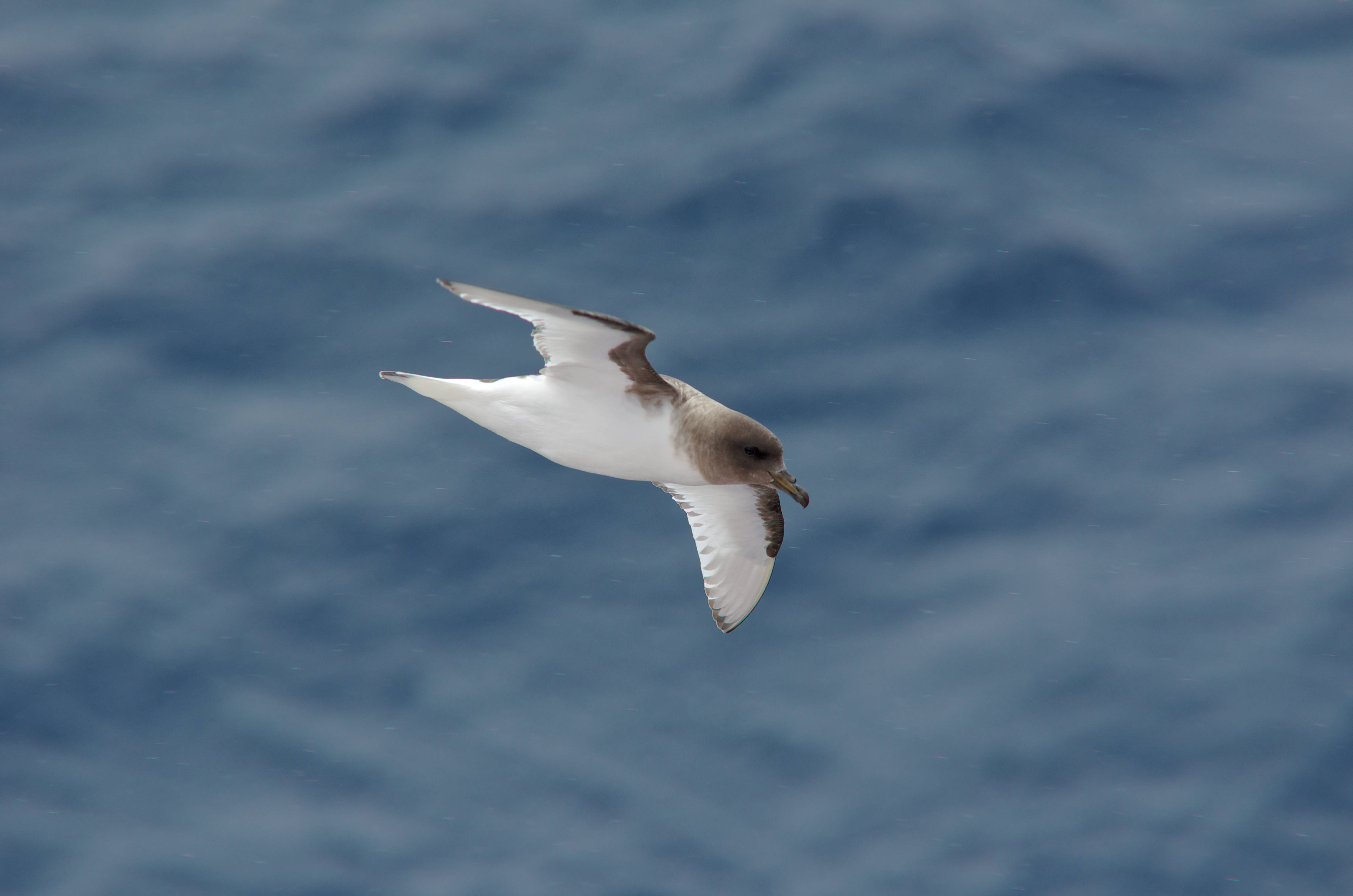
Antarctische stormvogel, onderaanzicht